# جند الشراه
جند الشراه هو الجند السادس لأجناد بلاد الشام في عهد العصور الإسلامية الأولى. ويذكره البشاري في كتابه: أحسن التقاسيم في معركة الأقاليم. ويشمل المناطق حول جبال الشراة في الأردن حالياً مما يعني بأنه يشمل البلقاء التي كانت متعارفاً عليها قبيل الفتح الإسلامي (وهي منطقة جغرافية أكبر من محافظة البلقاء الحديثة). وإن كان وجود هذا الجند محط خلاف، لكنه يسد النقص المكاني بتوزيعة الأجناد التي لم تتطرق للمناطق في البلقاء والشراة، كجندي الأردن وفلسطين. ويفترض البشاري بأن عاصمته كانت زغر جنوب البحر الميت (غور الصافي حالياً في محافظة الكرك). ويدعم هذا الرأي أحمد عويدي العبادي.

## شمل هذا الجند المناطق التالية
- البلقاء (وهي الآن بمحافظات العاصمة والبلقاء ومادبا)
- الشراة (وشملت وقتها ما بين وادي الموجب شمال الكرك إلى أذرح والجرباء غربي معان)
- أيلة (العقبة)
- صحراء حسمى (بما فيها وادي رم ومدائن شعيب وتبوك والعلا)
- الوجه وينبع على البحر الأحمر

وبهذا يكون جند الشراة مجمل الأراضي التي قطنتها قبيلتي جذام وقضاعة وهي المناطق التي حكمتها مملكة الأنباط.